# Resolutie 491 Veiligheidsraad Verenigde Naties
Resolutie 491 van de Veiligheidsraad van de Verenigde Naties werd unaniem aangenomen op 23 september 1981, en beval het Centraal-Amerikaanse land Belize aan voor VN-lidmaatschap.

## Inhoud
De Veiligheidsraad had de aanvraag van Belize voor lidmaatschap van de Verenigde Naties bestudeerd, en beval de Algemene Vergadering aan om aan Belize het lidmaatschap te verlenen.

## Verwante resoluties
- Resolutie 477 Veiligheidsraad Verenigde Naties (Zimbabwe)
- Resolutie 489 Veiligheidsraad Verenigde Naties (Vanuatu)
- Resolutie 492 Veiligheidsraad Verenigde Naties (Antigua en Barbuda)
- Resolutie 537 Veiligheidsraad Verenigde Naties (Saint Kitts en Nevis)

Lijst ·  485 ·  486 ·  487 ·  488 ·  489 ·  490 ·  491 ·  492 ·  493 ·  494 ·  495 ·  496 ·  497 ·  498 ·  499